# Imanol Agirretxe
Imanol Agirretxe Arruti, né le 24 février 1987 à Usurbil, est un footballeur espagnol. Il a du arrêter sa carrière en 2018 à 31 ans, à cause d'une blessure contractée en saison 2015.

## Palmarès

### Clubs
- Real Sociedad
  - Vainqueur de la Liga Adelante : 2010